# Wichelen
Wichelen – miejscowość i gmina (gemeente) w Belgii, w Regionie Flamandzkim, w prowincji Flandria Wschodnia, w okręgu Dendermonde. Leży nad Skaldą.

## Podział administracyjny
W skład gminy wchodzą dwie dzielnice (deelgemeente):
- Schellebelle
- Serskamp

## Demografia
- Źródła: NIS, od 1806 do 1981= według spisu; od 1990 liczba ludności w dniu 1 stycznia

1 stycznia 2024 całkowita populacja Wichelen liczyła 12 032 osoby. Łączna powierzchnia gminy wynosi 23,20 km², co daje gęstość zaludnienia 519 mieszkańców na km².